# Charly Talbot
 (juillet 2017).
Si vous disposez d'ouvrages ou d'articles de référence ou si vous connaissez des sites web de qualité traitant du thème abordé ici, merci de compléter l'article en donnant les références utiles à sa vérifiabilité et en les liant à la section « Notes et références ».
Charly Talbot, né à Vielsalm le 14 juin 1937 et mort à Vielsalm le 9 décembre 2003, est un militant wallon, syndicaliste et homme politique belge.

## Biographie
Délégué de la FGTB (SETCa), il devient membre du Rassemblement wallon qui lui semble répondre aux vœux de son syndicat concernant l'autonomie de la Wallonie. Ce brigadier de fabrication à Chertal est élu le 10 mars 1974 à la Chambre pour y représenter l'Arrondissement administratif de Liège. Lorsque s'opère le tournant à gauche du Rassemblement wallon en décembre 1976), Charly Talbot opte en faveur de cette démarche. Il se réclama alors du fédéralisme de Proudhon, qui est toute une vision de la société.
Chef de groupe du Rassemblement wallon à la Chambre, il interpelle durement le gouvernement de Léo Tindemans dont font cependant partie deux de ses amis politiques Robert Moreau et Pierre Bertrand sur la sidérurgie wallonne. En face du silence du Premier ministre, le groupe parlementaire du RW s’abstient de voter le budget (3 mars[Quand ?]). Le lendemain, sur l'insistance de Léo Tindemans, le roi révoque les deux ministres du Rassemblement wallon, provoquant la crise.
Aux élections du 17 avril 1977, Talbot devient sénateur coopté. Il perd son siège lors des élections de 1978 et réintègre son entreprise.
Il reprend avec son épouse une librairie, à Herstal, en face de la F.N.
En 1984, il retourne vivre à Vielsalm et est gardien de nuit à la Banque nationale à Malmedy.
Atteint d'asthme depuis son enfance, sa santé se détériore ; victime d'emphysème sévère il cesse de travailler.
Il décède le 9 décembre 2003.